# اوفیر شاهام
اوفیر شاهام (انگلیسی: Ofir Shaham؛ زادهٔ ۲۳ نوامبر ۲۰۰۴) ژیمناست ریتمیک اهل اسرائیل است.